# かなぶんや
かな ぶんや（1953年2月8日 - 、本名・富永 住久（とみなが すみひさ））は熊本県を拠点に活躍する活動する日本のローカルタレント・ディスクジョッキー。鹿児島県阿久根市出身、血液型O型。鹿児島県立阿久根高等学校を経て、1976年に熊本大学工学部資源開発工学科卒業。大学在学中から熊本放送でタレント活動開始。

## 現在の出演番組

### エフエム熊本
- FMK RADIO BUSTERS（月曜16:00〜18:55）
- サキpresents アンサーチェック（金曜15:20〜15:25）
- NICE TO MEAT YOU（金曜15:50〜15:55）
- Music Slider Arrival（土曜24:00〜24:55）

### RKK熊本放送
- カリーノグループpresents MUSICガレージ（ラジオ・金曜22:00〜22:30）
- サウンドステディ（テレビ・日曜24:50〜25:20）

### 熊本シティエフエム
- Heart Beat City Club（水曜16:00〜18:55）

### KKTくまもと県民テレビ
- テレビタミン（火曜日または水曜日にコメンテーターとして月に一回出演）

## 過去の出演番組

### 熊本放送
- たむたむたいむ
- ぶんちゃんのぶんぶんイレブン
- サンデージャンボリー

### エフエム熊本（エフエム中九州）
- FMK TOP 10[1]→FMK SUPER SHOCK HITS
- サウンド・メイツ[1]
- YOU GOT A LIVE! サウンド・パラダイス
- D.D.4to7
- Evening GatewaY
- ミュージック・ツーリズム
- FMKパンゲア!

### エフエム福岡
- FCLA遊人マップ
- ポプコン2丁目 スタジオU
- 共感同感ワンダーランド
- 「ミスターＤＪ、ミスローディ」
- 「サムシング・ニュー・マイタウン」
- 「ビートイブニング　レディオ　バグース」

### その他
- サタデー・ミュージック・スペシャル、ミュージック・ボンバー（テレビ熊本）
- ザ・ニューミュージック（KBCラジオ）
- KBCナイトタウン（KBCラジオ）
- PAO〜N ぼくらラジオ異星人（KBCラジオ）
- ダイナミック歌謡曲（KBCラジオ）
- なんとも好感度→クイズ1万ジャック!→クイズ1万ジャック!SUPER（テレビ熊本）
- カナナテレビふくおかん（RKB毎日放送テレビ）
- 金曜テレビタ350（くまもと県民テレビ）
- ファッション・ストリート（RKKテレビ）